# Scapteriscus ecuadorensis
Scapteriscus ecuadorensis är en insektsart som beskrevs av Nickle 2003. Scapteriscus ecuadorensis ingår i släktet Scapteriscus och familjen mullvadssyrsor. Inga underarter finns listade i Catalogue of Life.